# Dave Barbour
David „Dave“ Michael Barbour (* 28. Mai 1912 in New York; † 11. Dezember 1965 in Malibu, Kalifornien) war ein US-amerikanischer Jazzgitarrist des Swing.
Barbour spielte zunächst Banjo, dann Gitarre, unter anderem bei Adrian Rollini (1933), Wingy Manone (1934), Red Norvo (1935–36), Artie Shaw (1939), Benny Goodman (1942), Charlie Barnet (1945) und Woody Herman (1949), mit dem er durch Kuba tourte. Zusammen mit Peggy Lee, die er in Goodmans Orchester kennenlernte und mit der er von 1943 bis 1951 verheiratet war, schrieb er eine Reihe von Songs, darunter Mañana und It's A Good Day. Barbour nahm Platten unter eigenem Namen, mit Benny Carter, Bunny Berigan, Red McKenzie, Louis Armstrong, Mildred Bailey, Lil Armstrong, Jack Teagarden, Charlie Barnet, André Previn, Teddy Wilson, Helen Humes/Lester Young, June Christy und Charlie Ventura auf.
1950 spielte Barbour eine kleine Nebenrolle in dem Krimi Die schwarze Lawine an der Seite von Claudette Colbert und Robert Ryan.